# Francesco Defourny
Francesco Defourny, né le 27 février 1970, est un auteur, éditeur de bande dessinée, et enseignant belge francophone. Il est également connu sous le nom de plume Manuel.

## Biographie
Francesco Defourny naît le 27 février 1970. Il suit une formation artistique à l’Académie royale des beaux-arts de Bruxelles dans la section illustration - BD. Il est le créateur d’un fanzine. Il participe à divers ouvrages collectifs,. Comme membre du collectif Mycose, il reçoit à ce titre le prix de la bande dessinée alternative en 2006 à Angoulême. Il publie Le Secret (2005), Manuel no 1, (2006), Manuel no 2 (2006) et Le Chien (2007) dans cette même structure éditoriale.
En septembre 2007, il crée avec Éric Nosal le fanzine mensuel George qui a pour principe de présenter à chaque numéro une douzaine d’auteurs voire davantage. Au total près d’une cinquantaine d’auteurs ont défilé à travers les pages de George de 2007 à 2010.
Depuis 2008, il travaille sur le projet Manuel qu’il conçoit comme un objet d’expérimentation graphique qui pose la rencontre et la collaboration en prérequis du développement de nouvelles expériences. Selon Jean-Christophe Menu : « Manuel est à la fois le pseudonyme de cet auteur belge et le nom du concept de ce travail de bande dessinée expérimentale. Basé sur des mises en page extrêmement géométriques (mais réalisées manuellement, comme l’indique son titre à double sens), Manuel travaille sur la réduction des dimensions, cherchant à en avoir moins que deux, là où tant d’auteurs s’échinent en vain à aller sur le papier vers une troisième ». Il est l’auteur de trois ouvrages à L’Association, maison d’édition parisienne et participe à leur revue collective Lapin.
En 2015, il est membre de l'équipe du festival d'édition "Cultures Maison" avec Cyril Elophe et est chargé de la sélection des éditeurs.
En 2021, il est le cofondateur avec Philippe Capart et Olivier Van Vaerenbergh, de l’association sans but lucratif Blow Book, maison d'édition qui promeut l’accès à la culture et à la narration graphique.
En octobre 2023, La Fanzinothèque recense 63 publications à son nom qui s'échelonnent de 1993 à 2022.
Parallèlement, il enseigne aux Beaux-Arts de Liège.

## Œuvres

### Albums de bande dessinée
- Invasion 'A'[13], L'Association, coll. « Mimolette », juillet 2008
Scénario et dessin : Francesco Defourny - Couleurs : noir et blanc -  (ISBN 9782844142832),Titre no 67 de la collection.
- Manuel 1-2-3, L'Association, coll. « Espolette », 2e trimestre 2008
Scénario et dessin : Francesco Defourny - Couleurs : noir et blanc -  (ISBN 9782844142665)
- Plan B, L'Association, coll. « Mimolette », 3e trimestre 2009
Scénario et dessin : Francesco Defourny - Couleurs : noir et blanc -  (ISBN 9782844143136)
- Rudemetalmonsters, Francesco Defourny, United Dead Artists, 2011
- Au travail[14], Blow book no 4, La Crypte tonique, 2021.

### Collectifs
liste sélective
- Mycose[2] no 17, Mycose, 2005
- Le Coup de grâce, La Cinquième Couche, coll. « F », Bruxelles, 26 août 2006
Scénario et dessin : collectif dont Francesco Defourny - Couleurs : quadrichromie -  (ISBN 9782930356297)
- Mycose no 18, Mycose, 2006
- Le Muscle Carabine, United Dead Artists, 2007
- George Comics nos 1 à 5, 2007
- Mycose no 19, Mycose, 2007
- 40075 km Comics, L'Employé du Moi, Bruxelles, janvier 2007
Scénario et dessin : collectif dont Manuel - Couleurs : quadrichromie -  (ISBN 978-2-930360-13-3)
- Soap Comics nos 10 à 22, Habeas Corpus, 2007
- Daniel Delgoffe + Mycose, Collectif Architexto, 2007
- George Comics nos 6 à 18, 2008
- Le Revolver, UDA, 2008
- Le Muscle carabine no 2, UDA, 2008
- Lapin nos 37 à 41, L’Association, 2009
- Le Muscle carabine no 3, UDA, 2009
- George Comics nos 15 à 22, 2009
- Revue Viande de chevet no 1, UDA, 2010
- Revue Hey no 4, Ankama, 2010
- Revue Tumbleweed, Tête à tête, 2010
- Lapin nos 42 à 43, L’Association, 2010
- XX/MMX, L’Association, 2010
- George Comics nos 23 à 30, 2010
- Lapin no 44, L’Association, 2011.

### Expositions collectives
- Restrankil #4[15],[16], spécial bande dessinée, Apéro-zic les 20 et 21 avril, puis du 22 avril au 13 mai 2013 au Lycaon, Bruxelles.
- Séquences[17], avec Alain Munoz et Paul Mahoux, Salle Oyou, Marchin du 21 avril au 26 mai 2024.

#### Expositions collectives de Mycose
- No remorse[18], artistes : Gentiane Angeli, "Mon Colonel" (Éric Bosley Aka), Francesco Defourny, Gof, Laurent Impeduglia, Aurélie William Levaux, Alice Lorenzi, Benjamin Monti, Philippe Durant, P’tit Marc et Manuel, Centre d'art contemporain La Châtaigneraie, Flémalle, juillet 2010.

#### Livres
: document utilisé comme source pour la rédaction de cet article.
- Thierry Bellefroid et Jean-Marie Derscheid, « Defourny Francesco Dessinateur - Scénariste », dans 77 auteurs de bande dessinée en Wallonie et à Bruxelles, Bruxelles, Wallonie-Bruxelles International, 2017, 128 p., ill. ; 26 cm (ISBN 2-930071-83-4, lire en ligne), p. 39. .
- Philippe Mellot, Michel Denni, Laurent Turpin et Isabelle Morzadec, Trésors de la bande dessinée : BDM 2022-2023 - Catalogue encyclopédique et Argus, Paris, Les Arènes, novembre 2022, 23e éd., 1677 p., ill. ; 23 cm (ISBN 9791037507280, OCLC 1351462460, présentation en ligne), p. 181, 638, 793, 995. .

#### Articles
- Jean Jour, « Bolides, BD et fantastique », La Libre Belgique,‎ 6 juillet 2010 (lire en ligne, consulté le 9 octobre 2023).

### Podcasts
- Francesco Defourny, François de Jonge et Monsieur Pimpant dans Radio Grandpapier sur Radio Campus Bruxelles, la radio de la Communauté de l'Université libre de Bruxelles, émission du mercredi 27 avril 2011 (1 h 32 min 30 s).

### Vidéographie
- [vidéo] « Francesco, Manuel et George - extrait », sur YouTube